# Harry Potter: Wizards of Baking
Harry Potter: Wizards of Baking (Brasil: Harry Potter: Bruxos da Confeitaria ) é um talent show de culinária apresentado por James e Oliver Phelps que reúne nove equipes de confeiteiros e artistas de bolos.
A dinâmica consiste em uma série de desafios temáticos em duplas, elaborados para explorar o universo mágico de Harry Potter, enquanto preparam suas criações no Warner Bros. Studio Tour London. O estúdio, conhecido por abrigar cenários da franquia, oferece inspiração adicional para os competidores. Ao fim da competição, o troféu Wizards of Baking será entregue no cenário do Salão Principal, recriando a atmosfera da entrega da Taça das Casas na história original.
Durante a competição, atores que integraram o elenco da franquia Harry Potter atuarão como jurados convidados. Entre os eles estão Warwick Davis, intérprete do Professor Flitwick; Evanna Lynch, que deu vida a Luna Lovegood; e Bonnie Wright, conhecida por seu papel como Gina Weasley.